# 라플레시아
라플레시아(Rafflesia)는 동남아시아의 섬과 말레이 반도 등에 분포하는 라플레시아과의 기생식물이다. 세계에서 냄새가 가장 심한 꽃으로 널리 알려져있다.
이 식물은 줄기 잎 심지어 뿌리도 명확히 가지지 않은 상태에서 덩쿨식물의 줄기에 얇은 조직을 침투시켜 영양분을 흡수하며 성장한다. 육안으로는 단지 5장의 잎만이 관찰 가능하다. 종에 따라 다르지만 개중 크게 성장하는 종(Rafflesia arnoldii 종 등)은 꽃의 지름은 1미터 이상, 무게 또한 10키로그램에 육박하게 성장한다. 가장 작은 종(R. baletei)이라 하더라도 지름이 12센티내외로, 결코 작다고 할 수 없는 크기이다. 단일 꽃 중 가장 큰 종이 바로 라플레시아의 한 종류인 라플레시아 아르놀디이다.
크기나 성장방식 만큼 독특한 것이 바로 이 꽃의 번식인데, 개화가 되면 지독한 냄새를 풍겨 파리를 유혹한다. 그 냄새가 시체가 썩는 냄새와 비슷하기 때문에 붙여진 이름이 바로 '송장화(시체꽃)' 또는 '고기꽃'이다. 악취는 파리나 딱정벌레등 암모니아 향취를 좋아하는 벌레들을 유혹하고, 벌레들은 꽃가루를 암꽃에서 수꽃으로 이동시킨다. 송장화(시체꽃)이라는 이름 때문에 간혹 타이탄 아룸과 혼동이 되기도 하는데 이 꽃 또한 번식방법이 라플레시아와 유사하다. 꽃의 씨에 관해서는 알려진 바가 거의 없지만 나무 두더쥐나 기타 동물에 의해 과육이 먹혀지고 씨가 퍼지는 것으로 추정된다.
라플레시아는 인도네시아 정부와 말레이시아 사바주 그리고 태국의 수랏타니 반도의 상징화이다.

## 같이 보기
- 타이탄 아룸